# Eva Birnerová
Eva Birnerová (Duchcov, 14 agosto 1984) è un'ex tennista ceca.

## Biografia
Figlia di Stanislav e Jana, ha una sorella di nome Hana. Nel 2006 giunse in finale al doppio del Banka Koper Slovenia Open esibendosi in coppia con Émilie Loit, entrambe sconfitte dalla coppia Lucie Hradecká e Renata Voráčová. Sempre nel 2006 il suo titolo al doppio del Nordea Nordic Light Open, nell'occasione giocò con Jarmila Gajdošová battendo Yan Zi e Zheng Jie con il punteggio di 0–6, 6–4, 6–2. Nell'anno precedente (2005) sempre nel doppio della stessa competizione arrivò in finale in coppia con l'italiana Mara Santangelo.
Nel ranking raggiunse la 59ª posizione il 29 gennaio del 2007. All'Australian Open 2007 - Singolare femminile giunse al terzo turno venendo poi eliminata dalla francese Amélie Mauresmo.

## Statistiche

### Singolare

#### Sconfitte (1)
| Legenda               |
| --------------------- |
| Grande Slam (0)       |
| Argenti Olimpici (0)  |
| WTA Finals (0)        |
| Premier Mandatory (0) |
| Premier 5 (0)         |
| Premier (0)           |
| International (1)     |

| N. | Data              | Torneo                  | Superficie | Avversaria     | Punteggio |
| 1. | 17 settembre 2011 | Tashkent Open, Tashkent | Cemento    | Ksenija Pervak | 3-6, 1-6  |

### Doppio

#### Vittorie (3)
| Legenda: Prima del 2009 | Legenda: Dal 2009     |
| ----------------------- | --------------------- |
| Grande Slam (0)         |                       |
| Ori Olimpici (0)        |                       |
| WTA Finals (0)          |                       |
| Tier I (0)              | Premier Mandatory (0) |
| Tier II (0)             | Premier 5 (0)         |
| Tier III (0)            | Premier (0)           |
| Tier IV (1)             | International (2)     |

| N. | Data             | Torneo                              | Superficie  | Partner           | Avversari in finale            | Punteggio         |
| 1. | 29 aprile 2006   | Nordea Nordic Light Open, Stoccolma | Cemento     | Jarmila Gajdošová | Yan Zi Zheng Jie               | 0-6, 6-4, 6-2     |
| 2. | 17 luglio 2011   | Gastein Ladies, Bad Gastein         | Terra rossa | Lucie Hradecká    | Jarmila Gajdošová Julia Görges | 4-6, 6-2, [12-10] |
| 3. | 18 febbraio 2012 | Copa Colsanitas, Bogotà             | Terra rossa | Aleksandra Panova | Mandy Minella Stefanie Vögele  | 6-2, 6-2          |

#### Sconfitte (6)
| Legenda: Prima del 2009 | Legenda: Dal 2009     |
| ----------------------- | --------------------- |
| Grande Slam (0)         |                       |
| Argenti Olimpici (0)    |                       |
| WTA Finals (0)          |                       |
| Tier I (0)              | Premier Mandatory (0) |
| Tier II (0)             | Premier 5 (0)         |
| Tier III (0)            | Premier (0)           |
| Tier IV (2)             | International (4)     |

| N. | Data              | Torneo                               | Superficie  | Compagna            | Avversarie in finale                  | Punteggio |
| 1. | 14 agosto 2005    | Nordea Nordic Light Open, Stoccolma  | Cemento     | Mara Santangelo     | Émilie Loit Katarina Srebotnik        | 4-6, 3-6  |
| 2. | 24 settembre 2006 | Banka Koper Slovenia Open, Portorose | Cemento     | Émilie Loit         | Lucie Hradecká Renata Voráčová        | w/o       |
| 3. | 5 maggio 2012     | Budapest Grand Prix, Budapest        | Terra rossa | Michaëlla Krajicek  | Janette Husárová Magdaléna Rybáriková | 4-6, 2-6  |
| 4. | 28 luglio 2012    | Baku Cup, Baku                       | Cemento     | Alberta Brianti     | Iryna Burjačok Valerija Solov'ëva     | 3-6, 2-6  |
| 5. | 23 febbraio 2013  | Copa Colsanitas, Bogotà              | Terra rossa | Aleksandra Panova   | Tímea Babos Mandy Minella             | 4-6, 3-6  |
| 6. | 7 aprile 2013     | Monterrey Open, Monterrey            | Cemento     | Tamarine Tanasugarn | Tímea Babos Kimiko Date-Krumm         | 1-6, 4-6  |

## Risultati in progressione
| Sigla | Risultato               |
| ----- | ----------------------- |
| V     | Vincitore               |
| F     | Finalista               |
| SF    | Semifinalista           |
| O     | Oro olimpico            |
| A     | Argento olimpico        |
| SF    | Bronzo olimpico         |
| QF    | Quarti di Finale        |
| 4T    | Quarto turno            |
| 3T    | Terzo turno             |
| 2T    | Secondo turno           |
| 1T    | Primo turno             |
| RR    | Round Robin             |
| LQ    | Turno di qualificazione |
| A     | Assente                 |
| ND    | Non disputato           |

| Legenda superfici    |
| -------------------- |
| Cemento              |
| Terra battuta        |
| Erba                 |
| Superficie variabile |

### Singolare nei tornei del Grande Slam
| Torneo          | 2003 | 2004 | 2005 | 2006 | 2007 | 2008 | 2009 | 2010 | 2011 | 2012 | 2013 | 2014 |
| --------------- | ---- | ---- | ---- | ---- | ---- | ---- | ---- | ---- | ---- | ---- | ---- | ---- |
| Australian Open | A    | 1T   | A    | 1T   | 3T   | A    | A    | A    | A    | 1T   | A    | A    |
| Open di Francia | 1T   | 1T   | 2T   | 1T   | 1T   | A    | A    | A    | A    | 1T   | A    | A    |
| Wimbledon       | A    | 1T   | 1T   | 2T   | 1T   | A    | A    | A    | A    | A    | 3T   | A    |
| US Open         | A    | A    | 1T   | 2T   | A    | A    | A    | A    | A    | A    | A    | A    |

### Doppio nei tornei del Grande Slam
| Torneo          | 2003 | 2004 | 2005 | 2006 | 2007 | 2008 | 2009 | 2010 | 2011 | 2012 | 2013 | 2014 |
| --------------- | ---- | ---- | ---- | ---- | ---- | ---- | ---- | ---- | ---- | ---- | ---- | ---- |
| Australian Open | A    | A    | 3T   | 1T   | 1T   | A    | A    | A    | A    | 2T   | 1T   | A    |
| Open di Francia | A    | A    | 3T   | 1T   | 1T   | A    | A    | A    | A    | 1T   | 1T   | A    |
| Wimbledon       | A    | 1T   | 1T   | 1T   | A    | A    | A    | A    | A    | 1T   | 1T   | A    |
| US Open         | A    | 2T   | 2T   | 2T   | A    | A    | A    | A    | 1T   | 2T   | 1T   | A    |

### Doppio misto nei tornei del Grande Slam
| Torneo          | 2003 | 2004 | 2005 | 2006 | 2007 | 2008 | 2009 | 2010 | 2011 | 2012 | 2013 | 2014 |
| --------------- | ---- | ---- | ---- | ---- | ---- | ---- | ---- | ---- | ---- | ---- | ---- | ---- |
| Australian Open | A    | A    | A    | A    | A    | A    | A    | A    | A    | A    | A    | A    |
| Open di Francia | A    | A    | A    | A    | A    | A    | A    | A    | A    | A    | A    | A    |
| Wimbledon       | A    | A    | A    | 2T   | A    | A    | A    | A    | A    | A    | A    | A    |
| US Open         | A    | A    | A    | A    | A    | A    | A    | A    | A    | A    | A    | A    |